# عبد الحميد بدوي
الدكتور عبد الحميد بدوي باشا (13 مارس 1887 - 4 أغسطس 1965) مُشرِّع وقانوني مصري معروف، تم تعيينه رئيس قلم قضايا الحكومة ( قضايا الدولة ) حاليا عام 1926، وزيرًا لوزارة المالية عام 1940 ووزيرًا لوزارة الخارجية عام 1945. ثم عين في 1946 قاضياً بمحكمة العدل الدولية لمدة عشرين عاماً، فكان أول عربي شرقي يشغل هذه الوظيفة، وشغل منصب نائب رئيس هذه المحكمة في المدة من 1955 حتى 1958 له حفيد هو مهندس أيمن بدوى العضو المنتدب لشركة اللوتس للانشاءات وله اسهامات جديرة في مجال الهندسة المعمارية

## حياته
ولد في مدينة الإسكندرية سنة 1887 ونشأ فيها حتى انتقل والده إلى المدينة المنورة فأخذه معه وهو في الثامنة، وذهب إلى مدرسة صغيرة تعلم فيها القرآن واللغة العربية والحساب، ثم عاد إلى الإسكندرية والتحق بإحدى مدارس جمعية العروة الوثقى، ثم ذهب إلى مدرسة رأس التين الثانوية وحصل على البكالوريا سنة 1904 وكان الأول على زملائه، ثم ذهب إلى مدرسة الحقوق الخديوية وحصل على الليسانس سنة 1908 وكان الأول أيضًا على زملائه، وذهب في بعثة إلى فرنسا عام 1909 وحصل على الدكتوراه في القانون من جامعة جرينوبل سنة 1912.

## عمله
تم تعيينه مساعدًا للنيابة في نيابة طنطا وقت تخرجه، ثم نُقل إلى محكمة استئناف مصر وهناك ترافع عن عدة قضايا هامة مثل قضية عبد العزيز جاويش في مطلع عام 1909، واختاره وزير الحقانية عبد الخالق ثروت مديرًا لمكتبه في مايو 1915، واختير عضوًا في لجنة الموظفين في ثورة 1919، وتم تعيينه مستشارًا بقلم قضايا الحكومة ( قضايا الدولة ) حاليا ثم تولي رئاستها عام 1926 ، تم اختياره في لجنة الثلاثين التي وضعت دستور 1923، واشترك في مفاوضات سنة 1927 التي أجراها عبد الخالق ثروت ومفاوضات سنة 1929 التي أجراها محمد محمود، واشترك في مؤتمر إلغاء الامتيازات الأجنبية سنة 1937، ويعتبر عبد الحميد بدوي هو الصانع الأول لمعاهدة مونتريه، وفي عام 1940م تم اختياره وزيرًا للمالية في وزارة حسين سرى، ثم ترك الوزارة بسبب عدم رضاه عن أعمال الملك، ثم دخل وزارة النقراشي سنة 1945 كوزير للخارجية ، ثم استقال وتم ترشيحه لمنصب قاض بمحكمة العدل الدولية سنة 1946م ولمدة عشرين عاماً، فكان أول عربي شرقي يشغل هذه الوظيفة وشغل منصب نائب رئيس هذه المحكمة في المدة من 1955 حتى 1958 ، وقد اختير بدوي عضوًا بمجمع اللغة العربية بالقاهرة سنة 1945.

## مؤلفاته
بجانب عمله القضائي فله عدة أبحاث فقهية منشورة، منها:
- بحث في مركز الوارث في الشريعة الإسلامية.
- بحث في أثر الامتيازات في القضاء والتشريع في مصر.
- بحث في نظام الحكم في الولايات المتحدة الأمريكية.
- بحث في حرية القول في مصر.

## وفاته
ظل يعمل في محكمة العدل الدولية حتى توفى في 4 أغسطس 1965.